# 道の駅ひだ朝日村
道の駅ひだ朝日村（みちのえき ひだあさひむら）は、岐阜県高山市朝日町万石にある国道361号の道の駅である。

## 施設
- 駐車場
  - 普通車：93台[4]
  - 大型車：3台[4]
  - 身障者用：2台[4]
- トイレ（いずれも24時間利用可能）
  - 男：大 2器、小 4器
  - 女：7器
  - 身障者用：1器
- 売店（農産物直売所併設、4月21日 - 11月20日：9:00 - 17:00・11月21日 - 4月20日：9:00 - 16:00）[4]
- お食事処 蓬庵[2]（レストラン、4月21日 - 11月20日：10:00 - 15:00・11月21日 - 4月20日：10:00 - 14:00）
- こだま館（屋内多目的施設、完全予約制）
- やすらぎ館（古民家を利用したイベント施設、完全予約制）
- あさひの里グラウンドゴルフ場[2]（当駅に隣接、9:00 - 17:00・完全予約制）

### 管理団体
- 設置者：高山市
- 指定管理者：株式会社サンサンあさひ[5]
  - 開駅当初は財団法人として運営していたが[6]、2004年（平成16年）に朝日村の第三セクターとして株式会社へ移行した[7]。

## 休館日
- 毎週水曜日（祝日の場合は翌日）[4]
- 年末年始[4]
  - あさひの里グラウンドゴルフ場：降雪期

## アクセス
- 国道361号[3] - 登録路線
- E67 中部縦貫自動車道（高山清見道路） 高山西ICより約35分。

## 周辺
- 高山市役所朝日支所
- カクレハ高原
- 美女高原